# Altopiano armeno

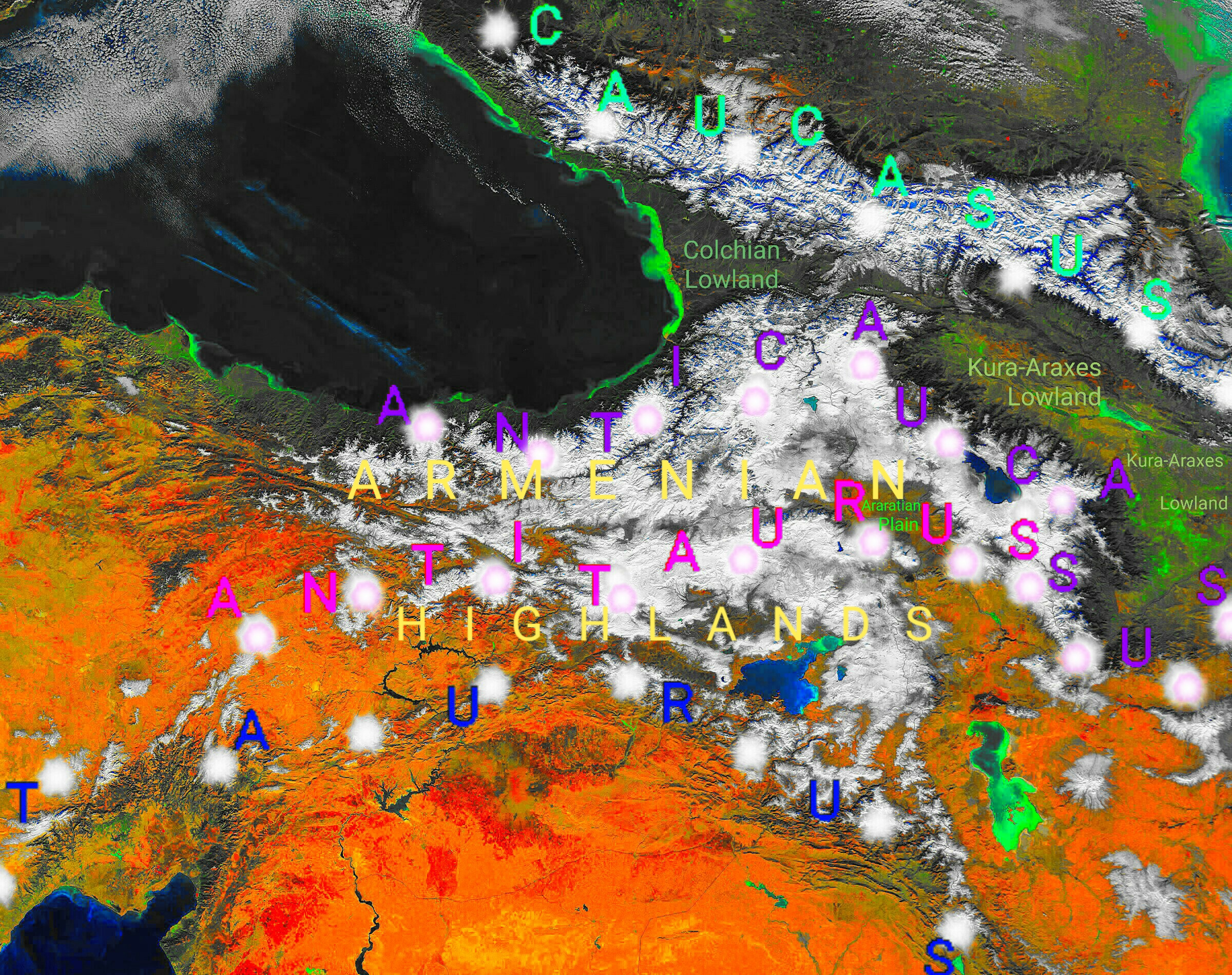
Altopiano armeno e sistema montuoso del Caucaso

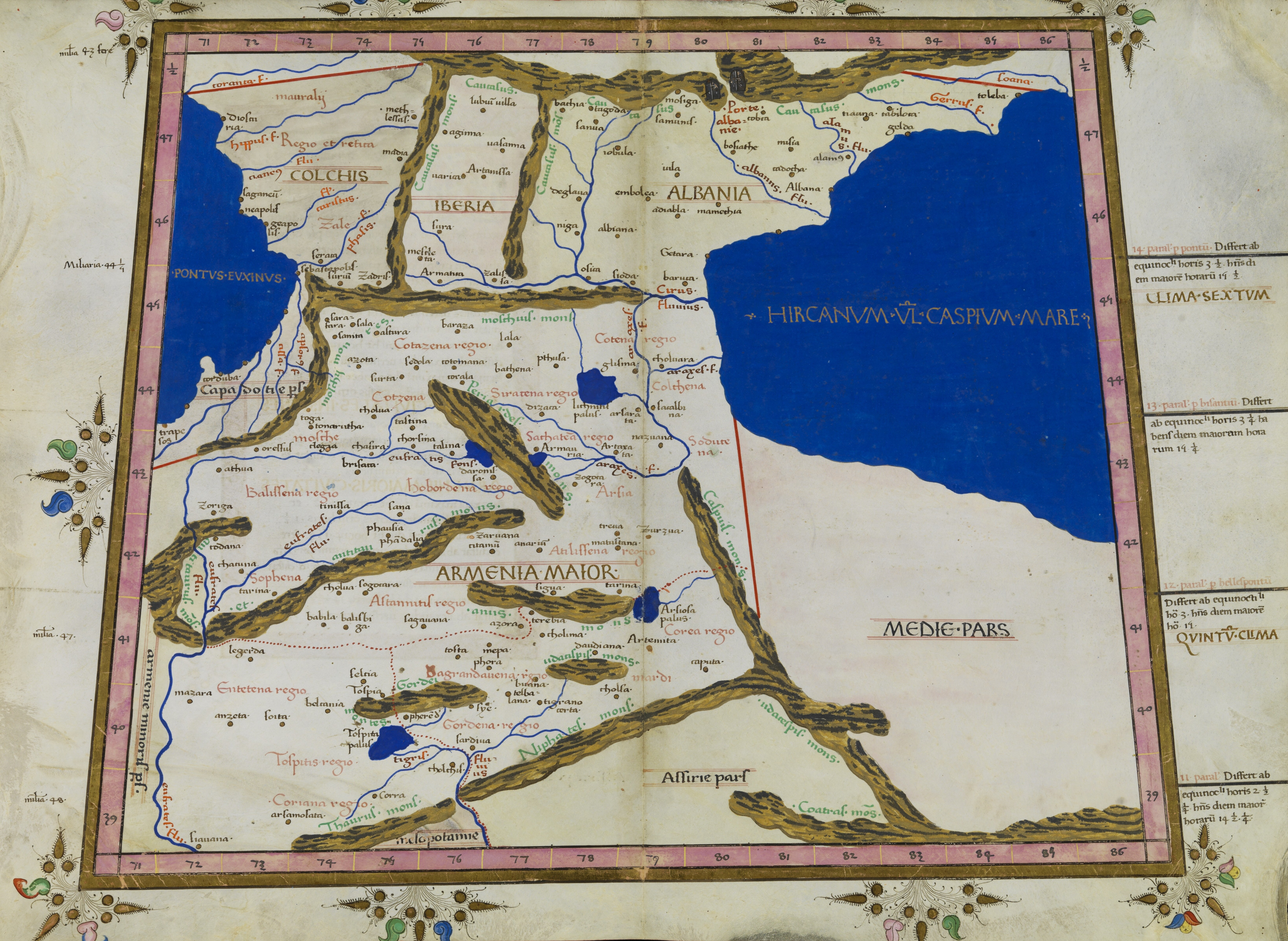
Catene montuose della Grande Armenia(Armenia Major) sulla mappa Claudio Tolomeo

L'Altopiano armeno è il più centrale ed elevato degli altipiani che formano la parte settentrionale del Medio Oriente, con l'altopiano anatolico che scende a ovest verso il mare Egeo e l'altopiano iranico a sud-est che digrada velocemente ad altitudini molto più basse.

## Vette maggiori

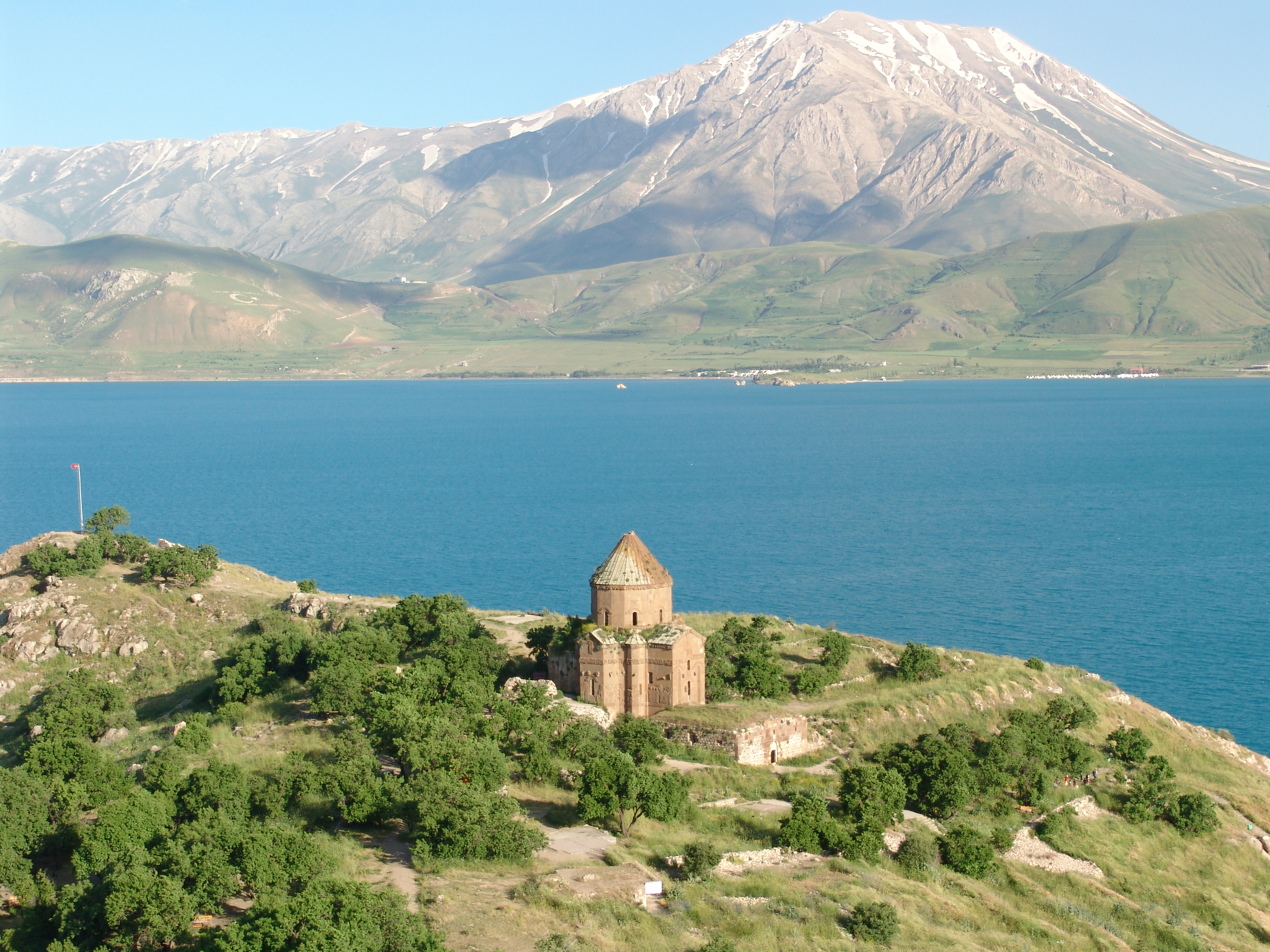
Il Monte Artos e il Lago di Van dall'isola di Akdamar

| Posizione | Monte             | Altezza (m) | Localizzazione           |
| --------- | ----------------- | ----------- | ------------------------ |
| 1         | Monte Ararat      | 5137        | Provincia di Ağrı        |
| 2         | Monte Aragats     | 4095        | Provincia di Aragatsotn  |
| 3         | Monte Süphan      | 4058        | Provincia di Bitlis      |
| 4         | Monte Kapudzhukh  | 3906        | Syunik / Ordubad         |
| 5         | Monte Azhdahak    | 3597        | Provincia di Gegharkunik |
| 6         | Monte Kezelboghaz | 3594        | Provincia di Syunik      |
| 7         | Monte Artos       | 3515        | Provincia di Van         |